# Mouton noir
Pour les articles homonymes, voir Mouton noir (homonymie).

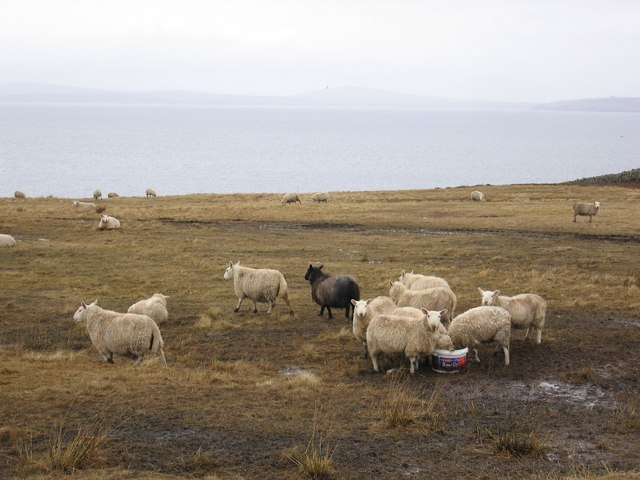
Moutons sur l'île de Burray, Orcades.

Le mouton noir est une métaphore désignant une personne considérée comme marginale dans un groupe,,. Cette expression est utilisée de manière idiomatique dans plusieurs langues comme l'anglais (black sheep) ou l'espagnol (oveja negra). En russe, c'est la « corneille blanche » (« белая ворона », bielaïa vorona) qui est utilisée. Elle tire son origine du contraste entre la proportion de moutons blancs (habituels et majoritaires) et de moutons noirs (généralement minoritaires) dans les troupeaux d'ovins. De plus, la laine noire est moins prisée sur le marché, car sa couleur naturelle empêche toute teinture.
L’expression française correspondante est « brebis galeuse ». La brebis galeuse était un animal malade (porteur ou non de la gale) que l'on tenait à l'écart du troupeau, afin de prévenir tout risque de contamination. Au sens figuré, l'expression désigne en fait une personne dont les opinions et le comportement sont jugés déviants et qui sont tenus à l'écart de la communauté.

## Origine biologique
Chez le mouton, la couleur blanche n'est pas une forme d'albinisme mais est due à un gène dominant qui empêche la production du pigment coloré ; la noirceur est donc la conséquence d'un gène récessif. Pour qu'une brebis et un bélier blancs aient un agneau noir, les deux doivent être hétérozygotes en ce qui concerne le gène codant le noir, avec une probabilité de 25 % que l'agneau soit noir. Une étude de l'Université agraire de Norvège publiée en 1999 montre que la couleur noire est due à un allèle D sur le locus E (extension locus) qui correspond au gène du récepteur de l'hormone stimulant les mélanocytes (MC1-R).